# Olympische Sommerspiele 1932/Teilnehmer (Österreich)
| Gelbes Symbol für Goldmedaillen mit stilisierten Olympischen Ringen | Graues Symbol für Silbermedaillen mit stilisierten Olympischen Ringen | Braundes Symbol für Bronzemedaillen mit stilisierten Olympischen Ringen |
| ------------------------------------------------------------------- | --------------------------------------------------------------------- | ----------------------------------------------------------------------- |
| 1                                                                   | 1                                                                     | 3                                                                       |

Österreich nahm an den Olympischen Sommerspielen 1932 in Los Angeles, USA, mit einer 19-köpfigen Delegation teil. Unter ihnen waren neun Sportler, sieben Männer und zwei Frauen. Trotz des kleinen Teilnehmerfeldes gingen insgesamt fünf Medaillen nach Österreich.

## Medaillen

### Medaillenspiegel
| Rang   | Sportart     | Gold | Silber | Bronze | Gesamt |
| ------ | ------------ | ---- | ------ | ------ | ------ |
| 1      | Fechten      | 1    | —      | —      | 1      |
| 2      | Gewichtheben | —    | 1      | 1      | 2      |
| 3      | Ringen       | —    | —      | 2      | 2      |
| Gesamt | Gesamt       | 1    | 1      | 3      | 5      |

### Medaillengewinner
| Name/n           | Sportart     | Wettkampf                         |
| ---------------- | ------------ | --------------------------------- |
| Gold             |              |                                   |
| Ellen Preis      | Fechten      | Damen, Florett, Einzel            |
| Silber           |              |                                   |
| Hans Haas        | Gewichtheben | Leichtgewicht                     |
| Bronze           |              |                                   |
| Karl Hipfinger   | Gewichtheben | Mittelgewicht                     |
| Nikolaus Hirschl | Ringen       | Schwergewicht, Freistil           |
| Nikolaus Hirschl | Ringen       | Schwergewicht, griechisch-römisch |

## Teilnehmer nach Sportarten

### Fechten
| Athleten    | Wettbewerb     | 1. Runde                                                                                            | 1. Runde | Finalrunde | Finalrunde | Rang |
| Athleten    | Wettbewerb     | Gegner                                                                                              | Ergebnis | Gegner     | Ergebnis | Rang |
| ----------- | -------------- | --------------------------------------------------------------------------------------------------- | -------- | ---------- | --- | ---- |
| Ellen Preis | Florett Einzel | Jenny Addams Erna Bogen-Bogáti Grete Olsen Peggy Butler Inger Klint Joan Archibald Eugenia Escudero | Q        |            | Judy Guinness Erna Bogen-Bogáti Jenny Addams Helene Mayer Jo de Boer Gerda Munck Marion Lloyd Grete Olsen Peggy Butler | Gold |

### Gewichtheben
| Athleten       | Wettbewerb    | Drücken | Reißen   | Stoßen | Gesamtgewicht | Rang   |
| -------------- | ------------- | ------- | -------- | ------ | ------------- | ------ |
| Hans Haas      | Leichtgewicht | 82,5 kg | 100 kg   | 125 kg | 307,5 kg      | Silber |
| Karl Hipfinger | Mittelgewicht | 90 kg   | 107,5 kg | 140 kg | 337,5 kg      | Bronze |

### Leichtathletik

#### Laufen und Gehen
| Athleten     | Wettbewerb | Vorlauf | Vorlauf | Viertelfinale | Viertelfinale | Halbfinale | Halbfinale | Finale        | Finale        |
| Athleten     | Wettbewerb | Zeit    | Platz   | Zeit          | Platz         | Zeit       | Platz      | Zeit          | Platz         |
| ------------ | ---------- | ------- | ------- | ------------- | ------------- | ---------- | ---------- | ------------- | ------------- |
| Herren       |            |         |         |               |               |            |            |               |               |
| Felix Rinner | 400 m      | 49,2 s  | 1       | 48,9 s        | 2             | 48,4 s     | 5          | ausgeschieden | ausgeschieden |

#### Werfen und Springen
| Athleten      | Wettbewerb | Qualifikation | Qualifikation | Finale        | Finale |
| Athleten      | Wettbewerb | Weite         | Platz         | Weite         | Platz  |
| ------------- | ---------- | ------------- | ------------- | ------------- | ------ |
| Damen         |            |               |               |               |        |
| Emil Janausch | Diskuswurf | 44,82 m       | 10            | ausgeschieden | 10     |

### Ringen
Legende: G = Gewonnen, V = Verloren, S = Schultersieg
| Athleten           | Wettbewerb    | 1. Runde | 1. Runde | 2. Runde        | 2. Runde | 3. Runde        | 3. Runde | Finalrunde  | Finalrunde | Rang   |
| Athleten           | Wettbewerb    | Gegner   | Ergebnis | Gegner          | Ergebnis | Gegner          | Ergebnis | Gegner      | Ergebnis   | Rang   |
| ------------------ | ------------- | -------- | -------- | --------------- | -------- | --------------- | -------- | ----------- | ---------- | ------ |
| Griechisch-Römisch |               |          |          |                 |          |                 |          |             |            |        |
| Nikolaus Hirschl   | Schwergewicht | Freilos  | Freilos  | Aleardo Donati  | S        | Carl Westergren | V        | Josef Urban | V          | Bronze |
| Freistil           |               |          |          |                 |          |                 |          |             |            |        |
| Nikolaus Hirschl   | Schwergewicht | Freilos  | Freilos  | Johan Richthoff | V        | -               | -        | Jack Riley  | V          | Bronze |

### Segeln
| Athleten   | Wettbewerb | 1. Wettfahrt | 1. Wettfahrt | 2. Wettfahrt | 2. Wettfahrt | 3. Wettfahrt | 3. Wettfahrt | 4. Wettfahrt | 4. Wettfahrt | 5. Wettfahrt | 5. Wettfahrt | 6. Wettfahrt | 6. Wettfahrt | 7. Wettfahrt | 7. Wettfahrt | 8. Wettfahrt | 8. Wettfahrt | 9. Wettfahrt | 9. Wettfahrt | 10. Wettfahrt | 10. Wettfahrt | 11. Wettfahrt | 11. Wettfahrt | Punkte | Rang |
| Athleten   | Wettbewerb | Punkte       | Rang         | Punkte       | Rang         | Punkte       | Rang         | Punkte       | Rang         | Punkte       | Rang         | Punkte       | Rang         | Punkte       | Rang         | Punkte       | Rang         | Punkte       | Rang         | Punkte        | Rang          | Punkte        | Rang          | Punkte | Rang |
| ---------- | ---------- | ------------ | ------------ | ------------ | ------------ | ------------ | ------------ | ------------ | ------------ | ------------ | ------------ | ------------ | ------------ | ------------ | ------------ | ------------ | ------------ | ------------ | ------------ | ------------- | ------------- | ------------- | ------------- | ------ | ---- |
| Hans Riedl | Snowbird   | 3            | 9            | 8            | 4            | 2            | 10           | 3            | 9            | 3            | 9            | 5            | 7            | 3            | 9            | 2            | 10           | 3            | 9            | 4             | 8             | 2             | 10            | 44     | 10   |

### Wasserspringen
| Athleten         | Wettbewerb        | Punkte | Rang |
| ---------------- | ----------------- | ------ | ---- |
| Herren           |                   |        |      |
| Josef Staudinger | 3 m Kunstspringen | 124,50 | 9    |
| Josef Staudinger | 10 m Turmspringen | 103,44 | 4    |
| Damen            |                   |        |      |
| Magdalene Epply  | 3 m Kunstspringen | 63,70  | 6    |
| Magdalene Epply  | 10 m Turmspringen | 26,76  | 7    |